# Prionoplus reticularis
Prionoplus reticularis é um espécie de besouro da família Cerambycidae, endêmico da Nova Zelândia. É o maior besouro nativo do país.